# Guge
Guge va ser un antic regne situat al Tibet al segle x. Va ser fundat per Nyi ma mgon, descendent de Langdarma (últim líder de l'imperi tibetà) i tenia com a capitals les ciutats de Tsaparang i Tholing. Era un regne budista amb una agricultura rica que va anar creixent fins a trobar-se amb l'oposició de Ladakh al segle xvii (es diu que amb suport de missioners cristians per a aquests últims). Ladakh va acabar destruint el regne i els seus habitants es van assimilar als nous governants o bé es van exiliar cap a països veïns. Romanen encara en bon estat frescos budistes de l'època d'esplendor de Guge, descoberts per Giuseppe Tucci i rehabilitats per atreure el turisme.